# Eualus lineatus
Eualus lineatus är en kräftdjursart som beskrevs av Wicksten och Butler 1983. Eualus lineatus ingår i släktet Eualus och familjen Hippolytidae. Inga underarter finns listade i Catalogue of Life.